# Batalha de Cassel (1328)

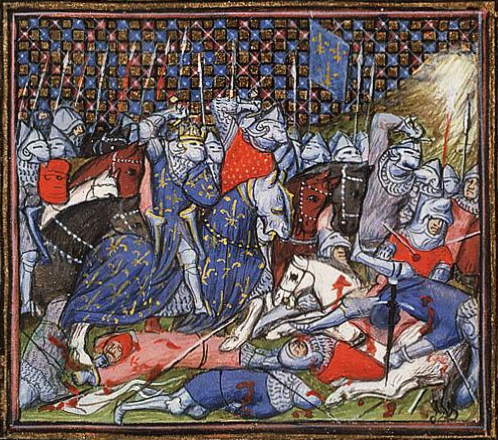
A batalha entre flamengos e franceses em CasselThe Virgil Master, c. 1410

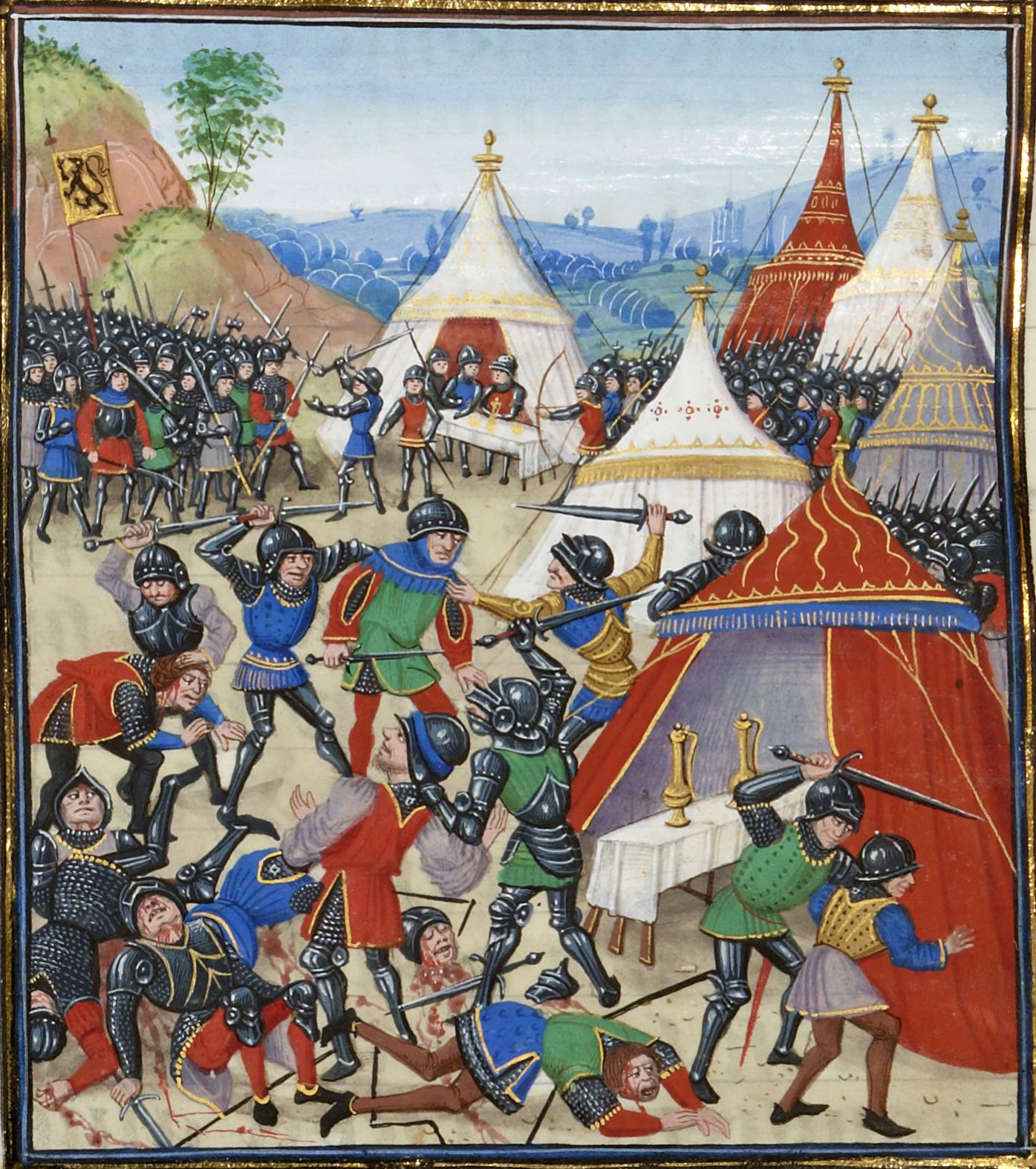
Ilustração do século 15 da batalha

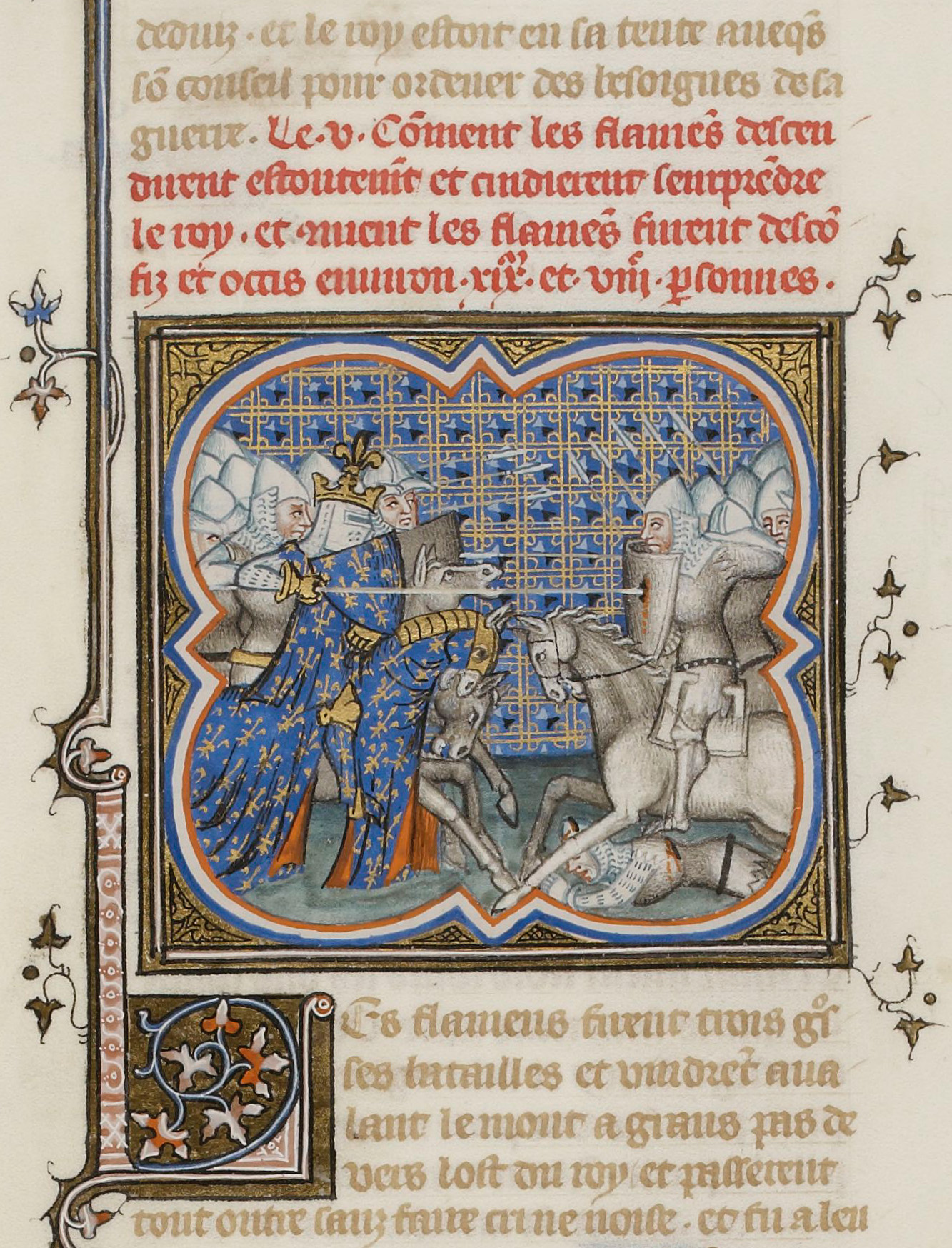
Batalha de Cassel de 1328

Em 23 de agosto de 1328, a Batalha de Cassel ocorreu perto da cidade de Cassel, 30 km ao sul de Dunquerque, na atual França. Filipe VI (rei da França de 1328 a 1350) lutou contra Nicolaas Zannekin, um rico fazendeiro de Lampernisse. Zannekin era o líder de um bando de rebeldes flamengos. A luta eclodiu sobre impostos e éditos punitivos dos franceses sobre os flamengos. A batalha foi vencida decisivamente pelos franceses. Zannekin e cerca de 3 200 rebeldes flamengos foram mortos na batalha.

## Prelúdio
Em 1328, o conde de Flandres solicitou a ajuda de seu novo senhor Filipe VI na cerimônia de coroação deste último em junho. Filipe viu a restauração da ordem social na Flandres como uma oportunidade para fortalecer sua legitimidade. Ele queria marchar imediatamente contra os flamengos; um exército francês foi reunido em Arras em julho. Ghent então atacou Bruges, imobilizando grande parte das forças da insurreição para defender a cidade. Contando obrigar o inimigo a combatê-lo em campo aberto e em terreno favorável à sua cavalaria, o rei encarregou os marechais da organização de um chevauchée. Os franceses subsequentemente devastaram e pilharam a Flandres ocidental até os portões de Bruges. Enquanto isso, a maior parte do exército marchou sobre Cassel.

## Batalha
Os insurgentes estavam entrincheirados no Monte Cassel. De lá, eles viram suas aldeias queimando e o exército francês se posicionando. A batalha do rei francês consistia em 29 estandartes e a do conde de Artois, 22. A memória da Batalha das Esporas Douradas em 1302, onde os piqueiros flamengos dizimaram a chevalerie francesa, ainda estava bem viva. Filipe VI teve o cuidado de não deixar sua cavalaria atacar o inimigo sem pensar. Nicolaas Zannekinera o líder dos insurgentes. Ele enviou mensageiros aos franceses para marcar o dia da batalha, mas eles foram recebidos com desprezo e considerados pessoas sem liderança cujo único objetivo era levar uma surra. Sem consideração por seus adversários de baixo nascimento, os cavaleiros do rei se livraram de suas armaduras e as tropas francesas foram descansar em seu acampamento. Os insurgentes, sabendo do desdém demonstrado pelos franceses, ficaram furiosos. Eles decidiram atacá-los imediatamente. A infantaria francesa, que foi pega no meio de um cochilo, foi subjugada e deveu sua salvação à fuga. Os soldados de infantaria foram encontrados agrupados no dia seguinte em Saint-Omer.
Entretanto, foi dado o alerta. O rei, com um vestido azul bordado com flores-de-lis douradas e usando apenas um chapéu de couro, reagrupou seus cavaleiros e lançou um contra-ataque, que ele mesmo liderou. Os cavaleiros haviam perdido o hábito de ver o rei se expor dessa forma desde o rei Luís IX. O contra-ataque francês obrigou os insurgentes a formar um círculo, cotovelo a cotovelo, o que os impediu de recuar. A maré da batalha mudou e pesadas perdas foram infligidas aos flamengos.

## Resultado
Os flamengos perderam 3 185 homens mortos,  enquanto os franceses perderam 17 cavaleiros. Os cronistas contemporâneos contaram as baixas flamengas entre 9 000 e 22 000. Um inventário elaborado por agentes reais franceses lista 3 185 flamengos mortos na batalha, dos quais 2 294 possuíam propriedades dignas de confisco, enquanto 891 não possuíam nada.
O exército francês queimou Cassel. Ypres e Bruges se renderam. O rei Filipe designou João III de Bailleul como governador da cidade de Ypres. Louis de Nevers recuperou o controle do Condado de Flandres. Os bens dos combatentes flamengos, tanto os que morreram como os que sobreviveram, foram confiscados pelos enviados do Rei. Um terço das terras confiscadas seria entregue ao Conde de Flandres e a Roberto de Cassel.